# 西瓦女士
西瓦女士（英語：Lady Shiva），是一名在DC漫畫出版的漫畫中登場的虛構人物。由Dennis O'Neil和Ric Estrada所創作，初次登場於《Richard Dragon, Kung Fu Fighter》第五期。
西瓦女士是DC漫畫世界觀中首屈一指的女性武術大師，自登場後光憑其格鬥技巧就擊敗過無數高手且少有敗績。

## 人物
西瓦女士本名桑德拉·伍珊，自幼就接受武術訓練，並拜日本武術大師大友大師為師。桑德拉與DC世界觀中的武術大師銅虎和Richard Dragon是師兄妹，並有一個姐姐卡蘿琳。
刺客聯盟的殺手大衛·該隱為了替刺客聯盟培養出最強的殺手而巡遊世界各地，在發現桑德拉具有的天分後，認為唯一能束縛她的姐姐是個妨礙而殺了她，桑德拉為了復仇而追殺該隱至刺客聯盟，結果被制伏後發現在刺客聯盟裡武術還能有更好的進展，於是她放棄報仇，並與該隱結合，之後生下來的孩子即是第三代的蝙蝠女孩卡珊德拉·該隱。
接受刺客聯盟的訓練後，桑德拉的武術獲得了極大的進展，生下女兒後她隨即退出刺客聯盟，並自號為「西瓦女士」開始獨立行動。
西瓦女士與蝙蝠俠家族有著深厚的淵源，除了曾任蝙蝠女孩的女兒卡珊德拉外，西瓦女士更曾與蝙蝠俠多次交手，雖然每次都能擊敗蝙蝠俠，但出於尊敬其信念的想法下，西瓦女士多次放過了蝙蝠俠不殺。她還曾經教導過三代羅賓蒂姆·德雷克棍術，除此之外她也教導過其他DC漫畫中的超級英雄武術。

## 能力
西瓦女士沒有任何的超能力，但她被公認為是DC漫畫世界觀中最強的武術大師與最強的刺客。她會使用各種的武術，甚至包括一些被認為已經失傳的技巧。
西瓦女士可以觀察對方的肢體動作判讀出對方的行動，這使她在格鬥戰中無往不利，即使是和多名對手同時交手也能取得勝利。
在蝙蝠俠被班恩打斷脊骨癱瘓後，西瓦女士因為尊敬其信念而教導蝙蝠俠復健之法。

## 其他媒體

### 動畫
- 《Beware the Batman》[1]：由Finola Hughes配音。
- 《少年正義聯盟》第三季登場，光明會新的執行者。

### 電子遊戲
- 《樂高蝙蝠俠2：DC超級英雄》
- ：黑面具邀請的八名刺客之一，由胡凱麗配音[2][3]。